# カロリーナ・コバケビッチ
カロリーナ・コバケビッチ（Karolina Kowalkiewicz、1985年10月15日 - ）は、ポーランドの女性総合格闘家。ウッチ県ウッチ出身。シャーク・トップチーム所属。UFC世界女子ストロー級ランキング15位。元KSW女子ストロー級王者。カロリーナ・コバルケビッチとも表記される。

## 来歴
16歳の時から護身のためにクラヴ・マガを学び、その後ムエタイを始めた。2012年に総合格闘技でプロデビューし、翌年には初代KSW女子ストロー級王座を獲得した。
2014年11月1日、Invicta FC 9で魅津希と対戦し、2-1の判定勝利。
2015年2月21日、KSW 30でカリンドラ・ファリアと対戦し、2-1の判定勝利。

### UFC
2015年12月19日、UFCデビュー戦となったUFC on FOX 17でランダ・マルコスと対戦し、3-0の判定勝利。
2016年7月30日、UFC 201で女子ストロー級ランキング3位のローズ・ナマユナスと対戦し、2-1の判定勝利。ファイト・オブ・ザ・ナイトを受賞した。
2016年11月12日、UFC 205の世界女子ストロー級タイトルマッチで王者のヨアナ・イェンジェイチックに挑戦。共にキャリア全勝、UFC史上初のポーランド人同士のタイトルマッチとなったが、0-3の判定負けを喫し、王座獲得に失敗した。
2017年6月3日、UFC 212で女子ストロー級ランキング1位のクラウディア・ガデーリャと対戦し、リアネイキッドチョークで一本負けを喫した。
2018年4月7日、UFC 223で女子ストロー級ランキング8位のフェリス・ヘリッグと対戦し、2-1の判定勝利。
2018年9月8日、UFC 228で女子ストロー級ランキング2位のジェシカ・アンドラージと対戦し、右フックで失神KO負け。
2019年3月30日、UFC on ESPN: Barboza vs. Gaethjeで女子ストロー級ランキング9位のミシェル・ウォーターソンと対戦し、判定負け。
2019年6月8日、UFC 238で女子ストロー級ランキング13位のアレクサ・グラッソと対戦し、判定負け。

## 戦績
| 総合格闘技 戦績 | 総合格闘技 戦績 | 総合格闘技 戦績 | 総合格闘技 戦績 | 総合格闘技 戦績 | 総合格闘技 戦績 | 総合格闘技 戦績 |
| --------------- | --------------- | --------------- | --------------- | --------------- | --------------- | --------------- |
| 25 試合         | (T)KO           | 一本            | 判定            | その他          | 引き分け        | 無効試合        |
| 16 勝           | 1               | 3               | 12              | 0               | 0               | 0               |
| 9 敗            | 1               | 2               | 6               | 0               | 0               | 0               |

| 勝敗 | 対戦相手                     | 試合結果                       | 大会名                                                                          | 開催年月日     |
| ×    | デニーシ・ゴメス             | 5分3R終了 判定0-3              | UFC Fight Night: Magny vs. Prates                                               | 2024年11月9日  |
| ×    | ヤスミン・ルシンド           | 5分3R終了 判定0-3              | UFC 301: Pantoja vs. Erceg                                                      | 2024年5月4日   |
| ○    | ディアナ・ベルビタ           | 5分3R終了 判定3-0              | UFC Fight Night: Dawson vs. Green                                               | 2023年10月7日  |
| ○    | バネッサ・デモポロス         | 5分3R終了 判定3-0              | UFC Fight Night: Dern vs. Hill                                                  | 2023年5月20日  |
| ○    | シルバーナ・ゴメス・フアレス | 5分3R終了 判定3-0              | UFC 281: Adesanya vs. Pereira                                                   | 2022年11月12日 |
| ○    | フェリス・ヘリッグ           | 2R 4:01 リアネイキドチョーク   | UFC Fight Night: Volkov vs. Rozenstruik                                         | 2022年6月4日   |
| ×    | ジェシカ・ペネ               | 1R 4:32 腕ひしぎ十字固め       | UFC 265: Lewis vs. Gane                                                         | 2021年8月7日   |
| ×    | ヤン・シャオナン             | 5分3R終了 判定0-3              | UFC Fight Night: Felder vs. Hooker                                              | 2020年2月23日  |
| ×    | アレクサ・グラッソ           | 5分3R終了 判定0-3              | UFC 238: Cejudo vs. Moraes                                                      | 2019年6月8日   |
| ×    | ミシェル・ウォーターソン     | 5分3R終了 判定0-3              | UFC on ESPN 2: Barboza vs. Gaethje                                              | 2019年3月30日  |
| ×    | ジェシカ・アンドラージ       | 1R 1:58 KO（右フック）         | UFC 228: Woodley vs. Till                                                       | 2018年9月8日   |
| ○    | フェリス・ヘリッグ           | 5分3R終了 判定2-1              | UFC 223: Khabib vs. Iaquinta                                                    | 2018年4月7日   |
| ○    | ジョディ・エスキベル         | 5分3R終了 判定3-0              | UFC Fight Night: Cowboy vs. Till                                                | 2017年10月21日 |
| ×    | クラウディア・ガデーリャ     | 1R 3:03 リアネイキッドチョーク | UFC 212: Aldo vs. Holloway                                                      | 2017年6月3日   |
| ×    | ヨアナ・イェンジェイチック   | 5分5R終了 判定0-3              | UFC 205: Alvarez vs. McGregor 【UFC世界女子ストロー級タイトルマッチ】           | 2016年11月12日 |
| ○    | ローズ・ナマユナス           | 5分3R終了 判定2-1              | UFC 201: Lawler vs. Woodley                                                     | 2016年7月30日  |
| ○    | ヘザー・ジョー・クラーク     | 5分3R終了 判定3-0              | UFC Fight Night: Overeem vs. Arlovski                                           | 2016年5月8日   |
| ○    | ランダ・マルコス             | 5分3R終了 判定3-0              | UFC on FOX 17: dos Anjos vs. Cowboy 2                                           | 2015年12月19日 |
| ○    | カリンドラ・ファリア         | 5分3R終了 判定2-1              | KSW 30: Genesis                                                                 | 2015年2月21日  |
| ○    | 魅津希                       | 5分3R終了 判定2-1              | Invicta FC 9: Honchak vs. Hashi                                                 | 2014年11月1日  |
| ○    | ヤスミンカ・シヴェ           | 1R 3:53 腕ひしぎ十字固め       | KSW 27: Cage Time 【KSW女子ストロー級タイトルマッチ】                           | 2014年5月17日  |
| ○    | シモーナ・ソークポヴァ       | 5分3R終了 判定3-0              | KSW 24: Clash of the Giants                                                     | 2013年9月28日  |
| ○    | マルタ・チョイノスカ         | 1R 1:11 リアネイキッドチョーク | KSW 23: Khalidov vs. Manhoef 【KSW女子ストロー級初代王座決定トーナメント 決勝】 | 2013年6月8日   |
| ○    | パウリーナ・ボンコウスカ     | 5分2R終了 判定3-0              | KSW 21: Final Resolution 【KSW女子ストロー級初代王座決定トーナメント 準決勝】   | 2012年12月1日  |
| ○    | マルゼナ・ウォジャス         | 1R 3:12 TKO（パウンド）        | Extreme Fighting Sports 2                                                       | 2012年5月18日  |

## 獲得タイトル
- 初代KSW女子フライ級王座（2013年）